# Kevin V. Ton
Kevin V. Ton (* 7. Oktober 1966 in Prag) ist ein tschechischer Fotograf mit einem Schwerpunkt auf humanistischer Fotografie.

## Leben
In Prag geboren, verbrachte er einen Großteil seiner Kindheit in Ägypten, wo seine Eltern arbeiteten. Er absolvierte das Jan-Neruda-Gymnasium in Prag. Er arbeitete in der Prager Nationalgalerie und begann nach der Samtenen Revolution freiberuflich zu arbeiten. Im Jahr 1995 rief er die Zeitschrift Motoráj Magazín ins Leben, in der er seine ersten Fotografien veröffentlichte. Seit 1997 ist er Mitglied des Syndikats der Journalisten. Bei den Überschwemmungen in Prag im Jahr 2002 verlor er fast sein gesamtes Fotoarchiv. Er ist der geistige Vater und Gründer der Fotogruppe VERUM PHOTO. Er hat sich der lebendigen humanistischen Fotografie verschrieben und arbeitet an langfristigen Projekten, oft mit sozialen Themen. Er widmet sich nahezu ununterbrochen der Straßenfotografie.

## Auszeichnungen
- 2023 Ehrenvolle Erwähnung; Praha fotografická (Prag photographisch); Svaz Českých fotografů (Der Tschechische Photographenverband)
- 2022 Czech Press Photo; Grant der Stadt Prag: VÝSTAVBA (Der Aufbau)[1]
- 2021 Preis des Komitees des guten Willens; Olga-Havel-Stiftung; „Mein Leben mit Behinderungen“[2].
- 2021 Hauptpreis Praha fotografická[3] (Prag photographisch); Svaz Českých fotografů (Der Tschechische Photographenverband)
- 2021 Preis des Prager Oberbürgermeisters Zdeněk Hřib
- 2020 Czech Press Photo; Alltägliches Leben
- 2020 Preis Praha fotografická (Prag photographisch); Svaz Českých fotografů (Der Tschechische Photographenverband)
- 2019 Preis Praha fotografická (Prag photographisch); Svaz Českých fotografů (Der Tschechische Photographenverband)
- 2018 Preis Praha fotografická (Prag photographisch); Svaz Českých fotografů (Der Tschechische Photographenverband)
- 2017 Czech Press Photo; Nomination, Kunst und Kultur[4]
- 2017 Preis Praha fotografická (Prag photographisch); Svaz Českých fotografů (Der Tschechische Photographenverband)
- 2016 Czech Press Photo; Probleme unserer Zeit[5]
- 2016 Preis Praha fotografická (Prag photographisch); Svaz Českých fotografů (Der Tschechische Photographenverband)
- 2015 Monochrome Photography Awards; Amateure
- 2010 Meister; Week of Life

### Veröffentlichungen
- Kevin V. Ton: Lets Dance Karlín; Verum Photo, 2023
- Autorengemeinschaft: Voyage; 2023

- Autorengemeinschaft: Photo Essays; Verum Photo, 2021
- Kevin V. Ton: Daily Life; Verum Photo, 2019
- Kevin V.Ton: Street Wedding Day; Verum Photo, 2019

### Einzelausstellungen
- 2024 Stories // Faces; Leica Gallery, Praha
- 2023 My Hood Florenc; Galerie Bar/ák Café, Prag
- 2023 Parallel: Life on the Edge, Galerie 34, Brünn
- 2023 Parallel – Life on the Edge[6], Museum Boskovice, Tschechische Republik
- 2021 Lidé z Vltavské[7][8] (Leute aus Vltavská); Galerie der Hauptstadt Prag, Tschechische Republik
- 2020 Mlčenlivá krajina – Moldavský zápisník 2019-2020 (Stilles Land – Moldawien Notizbuch 2019-2020); FotoŠkoda[9], Prag, Tschechische Republik
- 2019 Láska ke krajině (Die Liebe zur Landschaft), Kaserne Karlín, Prag, Tschechische Republik
- 2017 Life on the Edge; Centrum Caritas, Prag, Tschechische Republik
- 2017 Direction; Galerie pod Palmovkou, Prag, Tschechische Republik
- 2016 Láska ke krajině[10] (Die Liebe zur Landschaft); Centrum Člověka v tísni Langhans (Langhans Zentrum für Menschen in Not), Prag, Tschechische Republik
- 2015 Daily Life; Galerie Café Arieta, Prag, Tschechische Republik

### Gruppenausstellungen
- 2024 Czech Press Photo; Nationalmuseum Prag, Tschechische Republik
- 2023 "Pocta Karlu Schwarzenbergovi" (Ehrung von Karl Schwarzenberg), Czech Photo Fragment Gallery, Prag[11]
- 2022 Czech Press Photo; Nationalmuseum Prag, Tschechische Republik
- 2021 On the Road – Verum Photo; Galerie Bar/ák Café, Prag, Tschechische Republik
- 2021 Czech Press Photo; Nationalmuseum Prag, Tschechische Republik
- 2021 Praha fotografická (Prag photographisch); Svaz Českých fotografů (Der Tschechische Photographenverband), Galerie Ambit, Prag, Tschechische Republik
- 2020 #ICPConcerned – Global Images for Global Crisis; International Center of Photography, New York, USA
- 2020 On the Road – Verum Photo; Dominikanischer Kloster Die heilige Zdislava, Jablonné v Podještědí, Tschechische Republik
- 2019 On the Road – Verum Photo; Galerie pro onkologické pacienty a podporující umělce (Galerie für Krebspatienten und unterstützende Künstler), Prag, Tschechische Republik
- 2019 Czech Press Photo; Staroměstská radnice (Altstädter Rathaus) Prag, Tschechische Republik
- 2019 Galerie MASO-X Dobšice, Tschechische Republik
- 2019 Czech Press Photo; Jatka78 (Schlachthof78), Prag, Tschechische Republik
- 2019 Praha fotografická (Prag photographisch); Svaz Českých fotografů (Der Tschechische Photographenverband), Staroměstská radnice (Altstädter Rathaus) Prag, Tschechische Republik
- 2018 Czech Press Photo; Staroměstská radnice (Altstädter Rathaus) Prag, Tschechische Republik
- 2018 4 Uličníci (4 Strassenjungs); Galerie Café Arieta, Prag, Tschechische Republik
- 2018 Praha fotografická (Prag photographisch); Svaz Českých fotografů (Der Tschechische Photographenverband), Staroměstská radnice (Altstädter Rathaus) Prag, Tschechische Republik
- 2017 Czech Press Photo; Staroměstská radnice (Altstädter Rathaus) Prag, Tschechische Republik
- 2017 4 Uličníci (4 Strassenjungs); Galerie Café Arieta, Prag, Tschechische Republik
- 2017 Praha fotografická (Prag photographisch); Svaz Českých fotografů (Der Tschechische Photographenverband), Staroměstská radnice (Altstädter Rathaus) Prag, Tschechische Republik
- 2016 Czech Press Photo; Staroměstská radnice (Altstädter Rathaus) Prag, Tschechische Republik
- 2016 BigBeat; Klub Vagon, Prag, Tschechische Republik
- 2016 Praha fotografická (Prag photographisch); Svaz Českých fotografů (Der Tschechische Photographenverband), Staroměstská radnice (Altstädter Rathaus) Prag, Tschechische Republik
- 2015 4 Uličníci (4 Strassenjungs); Dominikánská 8, Prag, Tschechische Republik
- 2013 BigBeat; Klub Vagon, Prag, Tschechische Republik
- 2011 BigBeat; Klub Vagon, Prag, Tschechische Republik
- 2010 Masters of Week of Life; Znojmo, Tschechische Republik